# Mandalai
Mandalai (em birmanês: မန္တလေး; romaniz.: Mandalay; AFI: /mándəlé/) é uma cidade de Mianmar, localizada no centro do país, às margens do rio Irauádi. Foi a capital do último reino independente birmanês entre 1860 e 1885. É capital da região de Mandalai e de acordo com o censo de 2014, tinha 1 225 546 habitantes.